# Gao Gang
Pour les articles homonymes, voir Gao.
Gao Gang (chinois simplifié : 高岗 ; chinois traditionnel : 高崗 ; pinyin : Gāo Gǎng ; Wade–Giles : Kao Kang), est né le 25 octobre 1905 à Hengshan au nord du Shensi et mort le 17 août 1954 était un homme politique de la République populaire de Chine. Il est membre du 7e Politburo du PCC.

## Biographie
Gao Gang est d'origine paysanne, instruit à l'école normale de Yülin, plus homme d'action qu'intellectuel, il adhère au Parti communiste chinois en 1926. Il conduit dans sa province quelques soulèvements. Il entre au bureau politique en 1943, il y occupera la 9e place au moment de sa chute. En 1945 Gao passe en Mandchourie avec Lin Piao. Le 27 août 1949, il sera président du gouvernement populaire du Nord-Est qui se forme à Moukden (Shenyang). À la formation du nouveau régime il reçoit le titre de vice-président et le 15 novembre 1952 il est nommé au poste de président de la Commission du plan. Il rejoint Pékin en 1953.
Gao Gang, pensant être soutenu par Mao Zedong, s'est attaqué aux caciques du régime avec un de ses proches Rao Shushi. Pour séduire le président, il prône l'accélération du passage au socialisme contrairement à Liu Shaoqi et l'entourage politique de Mao. Mais celui-ci lui retire son soutien et le fait mettre en accusation par le Comité central. Deng Xiaoping, qui fait là ses premières armes au sommet du Parti, se charge de la manœuvre. Gao Gang est accusé d'« activités fractionnelles » et de « complot contre le comité central ».
Selon la version officielle Gao Gang se suicide en août 1954 et Rao Shushi est emprisonné.